# Excuse Me Mr.
«Excuse Me Mr.» (inglés por "Perdone" o "Disculpe Sr."), es una canción escrita por Gwen Stefani y Tom Dumont para el tercer álbum de la banda estadounidense No Doubt, "Tragic Kingdom" (1995). Fue lanzada como cuarto sencillo del álbum en 1996, llegando al puesto número 15 en los Estados Unidos. El video musical fue dirigido por Sophie Muller, y el lanzamiento como sencillo fue decidido por Tony Kanal.

## Listas
Australian single
1. «Spiderwebs» – 4:28
2. «Excuse me Mr.» (live) – 4:05
3. «Sailin' On» – 3:37
4. «Just A Girl» (video)

British single 1
1. «Spiderwebs» – 4:28
2. «The Climb» (live) 7:56
3. «Excuse me Mr.» – 4:30
4. «Spiderwebs» (video) – 4:08

British single 2
1. «Spiderwebs» – 4:28
2. «D.J.'s» (live) – 4:06
3. «Let's Get Back» – 4:14
4. «Excuse Me Mr.» (video) – 3:37